# Eremochloa
Eremochloa es un género de plantas herbáceas de la familia de las poáceas. Es originario de la India, Ceilán, sur de China, el sudeste de Asia, el oeste de Malasia, Australia.

## Etimología
El nombre del género deriva del griego eremos (desierto) y chloé (hierba), refiriéndose a su hábitat. 

## Citología
Número de la base del cromosoma, x = 9. 2n = 18. 2 ploid. Nucléolos persistente.

## Especies
| - Eremochloa attenuata - Eremochloa bigelovii - Eremochloa bimaculata - Eremochloa ciliaris - Eremochloa ciliatifolia - Eremochloa eriopoda - Eremochloa falcata - Eremochloa horneri - Eremochloa lanceolata | - Eremochloa leersioides - Eremochloa malayana - Eremochloa maxwellii - Eremochloa muricata - Eremochloa ophiuroides - Eremochloa pectinata - Eremochloa petelotii - Eremochloa zeylanica |